# Gonnoscodina
Gonnoscodina település Olaszországban, Szardínia régióban, Oristano megyében. Lakosainak száma 432 fő (2023. január 1.). Gonnoscodina Baressa, Masullas, Gonnostramatza, Simala és Siddi községekkel határos.

## Népesség
A település lakossága az elmúlt években az alábbi módon változott:
| Lakosok száma | 478  | 469  | 432  |
|               | 2017 | 2018 | 2023 |